# ネクストライフ
『ネクストライフ』（Next Life）は、相野仁による日本のライトノベル。小説投稿サイト「小説家になろう」にて2012年5月から2013年3月まで連載され、書籍版がヒーロー文庫（主婦の友社→主婦の友インフォス）より2013年5月から2021年3月まで刊行された。イラストは、1-2巻は 鵜飼沙樹、3-17巻はマニャ子がそれぞれ担当した。2024年2月時点で電子版を含めたシリーズ累計部数は145万部を突破している。
メディアミックスとして、『月刊少年エース』（KADOKAWA）にて作画担当市倉とかげによるコミカライズ版が2017年7月号から連載中。

## あらすじ
高校生の山田隆司は雪山で遭難し、目が覚めたときには、自分がハマっていたオンラインゲームに酷似した世界に転生していた。しかも、ゲームと同様の装備をしており、魔法がなんでも使用できる『賢者』の能力を持っていた。
山田隆司は、この世界での名前を《マリウス》と名乗り、森で偶然出会った少女《アネット》、コボルトの《ベン》、オークの《デュラン》と共に新しい世界での生活を始めるが、ある日、シュナイダー領に住む部隊から襲われてしまう。狙いはモンスターテイマー（猛獣使い）の能力を持つアネットを捕まえることであったが、この一件には魔人の関与もあった。何とか窮地を脱したマリウス達だったが、いつ再び襲われるかもわからない。モンスターと人間とが仲良く暮らせる場所を探して旅を始める。

## 登場人物

### 主要人物
マリウス
転生前の名前は、山田 隆司（やまだ りゅうじ）。雪山で遭難し、目が覚めた時にはこの世界に転生していた。体力は無いが魔法が何でも使用できる賢者の能力を持っている。
アネット
モンスターテイマー（猛獣使い）の能力を持つ少女。16歳。
ベン
コボルト。アネットに助けられて以来、アネットと一緒に生活をしている。マリウスに読み書き、言葉を教えている。
デュラン
オーク。チカラ自慢で、大工仕事も得意。以前、怪我をしているところをアネットに助けられた。

## 既刊一覧

### 小説
- 相野仁（著）・鵜飼沙樹[注 1] / マニャ子[注 2]（イラスト） 『ネクストライフ』 主婦の友社→主婦の友インフォス〈ヒーロー文庫〉、全17巻
  1. 2013年5月31日発売[5]、ISBN 978-4-07-290392-6
  2. 2013年10月30日発売[6]、ISBN 978-4-07-292706-9
  3. 2014年8月29日発売[7]、ISBN 978-4-07-293781-5
  4. 2014年9月29日発売[8]、ISBN 978-4-07-299170-1
  5. 2014年10月31日発売[9]、ISBN 978-4-07-299571-6
  6. 2014年11月29日発売[10]、ISBN 978-4-07-410258-7
  7. 2015年5月25日発売[11]、ISBN 978-4-07-400432-4
  8. 2015年8月31日発売[12]、ISBN 978-4-07-402649-4
  9. 2016年3月30日発売[13]、ISBN 978-4-07-416189-8
  10. 2016年9月30日発売[14]、ISBN 978-4-07-420044-3
  11. 2017年3月25日発売[15]、ISBN 978-4-07-424208-5
  12. 2017年8月31日発売[16]、ISBN 978-4-07-427342-3
  13. 2017年11月30日発売[17]、ISBN 978-4-07-428620-1
  14. 2018年9月28日発売[18]、ISBN 978-4-07-434780-3
  15. 2019年5月30日発売[19]、ISBN 978-4-07-438989-6
  16. 2019年10月31日発売[20]、ISBN 978-4-07-440970-9
  17. 2021年3月31日発売[21]、ISBN 978-4-07-447221-5

### 漫画
- 相野仁（原作）・鵜飼沙樹 / マニャ子（キャラクター原案）・市倉とかげ（作画） 『ネクストライフ』 KADOKAWA〈角川コミックス・エース〉、既刊8巻（2024年2月26日現在）
  1. 2017年11月25日発売[22]、ISBN 978-4-04-106204-3
  2. 2018年6月26日発売[23]、ISBN 978-4-04-107052-9
  3. 2019年3月26日発売[24]、ISBN 978-4-04-107611-8
  4. 2019年10月26日発売[25]、ISBN 978-4-04-108484-7
  5. 2020年7月22日発売[26]、ISBN 978-4-04-108485-4
  6. 2021年7月26日発売[27]、ISBN 978-4-04-111710-1
  7. 2022年9月26日発売[28]、ISBN 978-4-04-112727-8
  8. 2024年2月26日発売[29]、ISBN 978-4-04-114439-8